# NGC 3457
NGC 3457 (ook: NGC 3460) is een spiraalvormig sterrenstelsel in het sterrenbeeld Leeuw. Het hemelobject werd op 25 maart 1827 ontdekt door de Britse astronoom Francis Baily (1774-1844), terwijl hij op bezoek was bij John Herschel. NGC 3457 zou Baily's eerste en enige ontdekking van een deepsky object worden, dat tevens een plaats kreeg in de New General Catalogue.

## Synoniemen
- UGC 6030
- MCG 3-28-32
- ZWG 95.65
- PGC 32787